# Dune: Spice Opera
 (janvier 2018).
Pour les articles homonymes, voir Dune (homonymie).
Dune: Spice Opera est un album de musique composée par Stéphane Picq et Philippe Ulrich pour le jeu vidéo français Dune (développé et édité par Cryo Interactive), incluant plusieurs morceaux inédits, et publié par Virgin Records — également distributeur du jeu — en 1992.

## Présentation
La musique originale du jeu vidéo est créée sous le nom d'« Exxos » (l"ancien nom de l'équipe Cryo Interactive) par le compositeur Stéphane Picq et le responsable de l'équipe, Philippe Ulrich, et est basée sur l'univers de Dune de Frank Herbert.
L'album est inclus avec l'édition collector de la version britannique du jeu PC.
Elle obtient, avec les bruitages, le Tilt d"or 1992 de la meilleure bande-son de jeu vidéo sur PC notamment par sa qualité technique proche de celle d"un synthétiseur atteinte grâce à la reprogrammation de drivers de cartes son par Stéphane Picq,.
Par la suite, elle sera distribuée sous la forme d"un album nommé Dune: Spice Opera, édité chez Venture Records, filiale de Virgin devenue EMI Group, qui hérite, de fait, des droits sur l'enregistrement.
La maison de disques, détentrice des droits sur une durée de trente années à compter de 1992, s"est refusée à rééditer le disque malgré des négociations engagées par Stéphane Picq,, Picq expliquant, sur son site internet, qu"il aurait mal compris la portée du contrat rédigé en anglais mais qu"il n"était pas mécontent de voir sa musique distribuée en MP3.
Cet album étant épuisé, les copies sont, donc, rares ou introuvables, à part en occasion ou en téléchargement sur Internet.

### Contenu
La musique, dans la version IBM PC du jeu, est originellement produite en synthèse FM, tandis que la version Amiga utilise le format module.
La mélodie du jeu Sietch est manquante sur la bande originale mais son introduction de batterie est fusionnée avec la piste d'ouverture Spice Opera.
Trois titres sont exclusifs à cet album Emotion Control, Revelation et Cryogenia. Une autre piste, Ecolove, ne figure pas dans la version PC du jeu mais est présente dans la version Amiga.
Le gimmick de la chanson Dune Theme est largement utilisé dans le film indien Koi... Mil Gaya où il sert, comme dans Rencontres du troisième type, de moyen de communication avec les extra-terrestres[réf. nécessaire].

## Liste des titres
Tous les morceaux ont été composés par Stéphane Picq, sauf indication contraire.
| Dune Spice Opera | Dune Spice Opera                             | Dune Spice Opera | Dune Spice Opera | Dune Spice Opera | Dune Spice Opera | Dune Spice Opera | Dune Spice Opera | Dune Spice Opera | Dune Spice Opera |
| No               | Titre                                        | Durée            |                  |                  |                  |                  |                  |                  |                  |
| ---------------- | -------------------------------------------- | ---------------- | ---------------- | ---------------- | ---------------- | ---------------- | ---------------- | ---------------- | ---------------- |
| 1.               | Spice Opera (Stéphane Picq, Philippe Ulrich) | 4:55             |                  |                  |                  |                  |                  |                  |                  |
| 2.               | Emotion Control                              | 4:27             |                  |                  |                  |                  |                  |                  |                  |
| 3.               | Ecolove                                      | 5:08             |                  |                  |                  |                  |                  |                  |                  |
| 4.               | Water                                        | 3:13             |                  |                  |                  |                  |                  |                  |                  |
| 5.               | Revelation (Philippe Ulrich)                 | 6:08             |                  |                  |                  |                  |                  |                  |                  |
| 6.               | Free Men                                     | 6:34             |                  |                  |                  |                  |                  |                  |                  |
| 7.               | Wake Up (Stéphane Picq, Philippe Ulrich)     | 5:52             |                  |                  |                  |                  |                  |                  |                  |
| 8.               | Dune Theme                                   | 5:15             |                  |                  |                  |                  |                  |                  |                  |
| 9.               | Chani"s Eyes                                 | 5:07             |                  |                  |                  |                  |                  |                  |                  |
| 10.              | Sign of the Worm                             | 3:52             |                  |                  |                  |                  |                  |                  |                  |
| 11.              | Too                                          | 4:34             |                  |                  |                  |                  |                  |                  |                  |
| 12.              | Dune Variation                               | 6:29             |                  |                  |                  |                  |                  |                  |                  |
| 13.              | Cryogenia (Stéphane Picq, Philippe Ulrich)   | 4:47             |                  |                  |                  |                  |                  |                  |                  |
| 66:22            |                                              |                  |                  |                  |                  |                  |                  |                  |                  |

### Version remastérisée
En 2023, Stéphane Picq annonce sur Eklecty-City la réédition de la bande originale du jeu. Cette version numérique haute définition paraît en janvier 2024. Elle est entièrement remastérisée et augmentée de l'ensemble des pistes originales du jeu vidéo Dune de Cryo de 1992, remastérisées en qualité High-Res Audio 96/24 dual-card Adlib-Gold+Roland LAPC1.
Tous les morceaux ont été composés par Stéphane Picq, sauf indication contraire.
| Dune Spice Opera 2024 Remaster | Dune Spice Opera 2024 Remaster                                   | Dune Spice Opera 2024 Remaster | Dune Spice Opera 2024 Remaster | Dune Spice Opera 2024 Remaster | Dune Spice Opera 2024 Remaster | Dune Spice Opera 2024 Remaster | Dune Spice Opera 2024 Remaster | Dune Spice Opera 2024 Remaster | Dune Spice Opera 2024 Remaster |
| No                             | Titre                                                            | Durée                          |                                |                                |                                |                                |                                |                                |                                |
| ------------------------------ | ---------------------------------------------------------------- | ------------------------------ | ------------------------------ | ------------------------------ | ------------------------------ | ------------------------------ | ------------------------------ | ------------------------------ | ------------------------------ |
| 1.                             | Spice Opera [2024 remaster] (Stéphane Picq, Philippe Ulrich)     | 4:43                           |                                |                                |                                |                                |                                |                                |                                |
| 2.                             | Emotion Control [2024 remaster]                                  | 4:18                           |                                |                                |                                |                                |                                |                                |                                |
| 3.                             | Ecolove [2024 remaster]                                          | 5:00                           |                                |                                |                                |                                |                                |                                |                                |
| 4.                             | Water of Life[2024 remaster]                                     | 3:12                           |                                |                                |                                |                                |                                |                                |                                |
| 5.                             | Revelation [2024 remaster] (Philippe Ulrich)                     | 5:59                           |                                |                                |                                |                                |                                |                                |                                |
| 6.                             | Free Men [2024 remaster]                                         | 6:22                           |                                |                                |                                |                                |                                |                                |                                |
| 7.                             | Wake Up [2024 remaster] (Stéphane Picq, Philippe Ulrich)         | 5:34                           |                                |                                |                                |                                |                                |                                |                                |
| 8.                             | Too! [2024 remaster]                                             | 4:26                           |                                |                                |                                |                                |                                |                                |                                |
| 9.                             | Chani"s Eyes [2024 remaster]                                     | 4:59                           |                                |                                |                                |                                |                                |                                |                                |
| 10.                            | Sign of the Worm [2024 remaster]                                 | 3:46                           |                                |                                |                                |                                |                                |                                |                                |
| 11.                            | Spice Opera [2024 remaster]                                      | 4:50                           |                                |                                |                                |                                |                                |                                |                                |
| 12.                            | Dune Variation [2024 remaster]                                   | 6:28                           |                                |                                |                                |                                |                                |                                |                                |
| 13.                            | PC_ARRAKIS [2024 remaster]                                       | 3:08                           |                                |                                |                                |                                |                                |                                |                                |
| 14.                            | PC_BAGDAD [2024 remaster]                                        | 4:17                           |                                |                                |                                |                                |                                |                                |                                |
| 15.                            | PC_MORNING [2024 remaster]                                       | 4:57                           |                                |                                |                                |                                |                                |                                |                                |
| 16.                            | PC_SEKENCE [2024 remaster]                                       | 3:33                           |                                |                                |                                |                                |                                |                                |                                |
| 17.                            | PC_SIETCH [2024 remaster]                                        | 1:30                           |                                |                                |                                |                                |                                |                                |                                |
| 18.                            | PC_WARSONG [2024 remaster]                                       | 1:20                           |                                |                                |                                |                                |                                |                                |                                |
| 19.                            | PC_WATER [2024 remaster]                                         | 1:24                           |                                |                                |                                |                                |                                |                                |                                |
| 20.                            | PC_WORMINTR+WORMSUIT [2024 remaster]                             | 6:24                           |                                |                                |                                |                                |                                |                                |                                |
| 21.                            | Bonus Dune Theme [2024 overclocked Remaster                      | 04:43                          |                                |                                |                                |                                |                                |                                |                                |
| 22.                            | Bonus Cryogenia [2024 Remaster] (Stéphane Picq, Philippe Ulrich) | 04:46                          |                                |                                |                                |                                |                                |                                |                                |
| 23.                            | My dune prophecy                                                 | 05:05                          |                                |                                |                                |                                |                                |                                |                                |
| 1:41:18                        |                                                                  |                                |                                |                                |                                |                                |                                |                                |                                |